# السلورية
السلورية قرية في ناحية القدموس في منطقة بانياس التابعة لمحافظة طرطوس.